# Miyoko Yoshimoto
Miyoko Yoshimoto (芳本美代子, Yoshimoto Miyoko, née le 18 mars 1969) est une actrice japonaise, ex-chanteuse des années 1980. Elle débute en 1985 tant qu'idole japonaise, surnommée Michon, sortant une trentaine de disques jusqu'en 1990, et se consacre ensuite à une carrière d'actrice, tournant dans de nombreux drama et quelques films. 

## Discographie
| - 1985.03.21 : Shiroi Basketshoes - 1985.06.26 : Private Lesson - 1985.09.11 : Ame no Highschool - 1985.12.04 : Abricot Kiss - 1986.03.05 : Kokoro no Tobira - 1986.06.04 : Aoi Kutsu - 1986.09.10 : Aurora no Shojo - 1986.12.24 : Yokogao no Finale - 1987.03.25 : Vanity Night - 1987.06.24 : Tokyo Sickness - 1987.09.16 : Heroes - 1987.12.02 : Namida no Earring - 1988.03.09 : Koi suru Brand New Day - 1988.06.15 : Sentimental Carnival - 1988.09.21 : Sakana Haneta - 1989.01.21 : Mafuyu no Usagi - 1989.07.21 : Bad Boy - 1990.05.01 : Umi - 1990.09.21 : Aishi no Bakayaro | - 1985.07.05 : SURF WIND - 1985.12.04 : MI-YO-KO Friendship Concert'85 (live) - 1986.04.01 : PARADISE PARK - 1986.07.21 : MIYOKO WAVE (mini-album) - 1986.10.01 : WING - 1987.07.21 : I'm the one - 1987.12.16 : YESTERDAY'S - 1988.10.21 : Miss Lonely Hearts - 1988.12.16 : Starry Night - 1989.08.01 : Power Of Love - 1990.10.21 : MY Compilations - 1986.12.16 : Pisces - 1988.03.21 : Best Collection - 1989.03.21 : ORIGINAL SUPER BEST - 2003.07.24 : Complete 80's Singles |

## Filmographie
Films
- Umi no kingyo (2010)
- Limit of Love: Umizaru (2006)
- Trick (2002)
- Ultraman Tiga: The Final Odyssey (2000)
- Happy People (1997)

Dramas
- Voice (Fuji TV, 2009, ep5)
- Hahaoya Shikkaku (Tokai TV, 2007)
- Omiya-san 5 (TV Asahi, 2006, ep2)
- Suteki ni Komon! (TBS, 2006)
- Ultraman Max (TBS, 2005, ep20)
- Ai no Uta (NTV, 2005)
- Umizaru (Fuji TV, 2005)
- Nurseman (NTV, 2004)
- Wonderful Life (Fuji TV, 2004)
- Message : Kotaba ga Uragitte Iku (NTV, 2003)
- Mama Masshigura! 3 (TBS, 2002)
- Mama Masshigura! 2 (TBS, 2001)
- Mama Masshigura! (TBS, 2000)
- Ninshin Desuyo (Fuji TV, 1994)
- Okane ga nai (Fuji TV, 1994)
- Hitori de Iino (NTV, 1992)

Vidéos
- 1987.09.16 : Landing Road
- 1988.03.05 : ROMANCING
- 1990.05.21 : WHITE WHISPER
- 1992.03.08 : VIEW